# Zapping (programa de televisión argentino)
Zapping, no te estás perdiendo un programa, estás viendo todos, también conocido simplemente como Zapping, fue un programa de televisión argentino producido por Cuatro Cabezas, que muestra con ironía los hechos más trascendentes de la televisión local. Empezó a emitirse el 24 de agosto de 2007 en Telefe y luego pasó a América TV el 20 de octubre de 2014.

## Historia

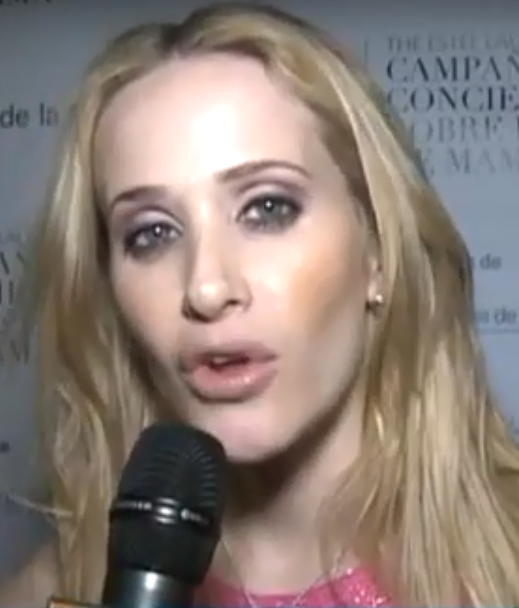
Julieta Prandi, conductora de Zapping que acompañó junto a Guillermo López.

Zapping fue estrenado el viernes 24 de agosto de 2007 en Telefe. Originalmente era conducido por Guillermo López y contaba con la participación de Diego Ripoll y Marcelo Mazzarello, interpretando a un televidente que veía el programa desde su casa, dando origen a comentarios y situaciones humorísticas. 
En 2008, luego de que Diego Ripoll dejara su participación en la conducción del programa, comenzaron las participaciones de coconductoras invitadas. Debido a su buena performance, la producción de Zapping decide que Julieta Prandi, una de las invitadas, permanezca en la presentación del programa junto a Guillermo López. En marzo de 2008, por reorganización de la programación del canal, el envío pasa a emitirse los sábados. Desde entonces, Marcelo Mazzarello ya no está y Diego Ripoll suele ser el locutor de los informes, junto con Vanina Parejas. Con el tiempo, el programa logró vencer a su principal competidor, Televisión Registrada, convirtiéndose muchas veces en el programa más visto del día.

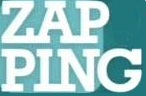

La temporada 2011 comenzó el 19 de abril. Durante gran parte de ese año, el programa tuvo como conductora a Amalia Granata junto a Guillermo López debido a que Julieta Prandi había tenido un hijo. 
En 2011 se unieron como panelistas Silvina Luna y Emiliano Boscatto solo por ese año.
Al finalizar la temporada 2011, Guillermo López anunció que se retiraría de la conducción de Zapping, para la temporada 2012 Horacio Cabak lo reemplazó en la conducción junto a Julieta Prandi. El programa terminó el sábado 31 de marzo de 2012.

### Zapping de colección
El 3 de agosto de 2008, se empezó a emitir Zapping de colección, los domingos a las 23:30 y luego se cambió a los días miércoles. Este es un programa que muestra informes irónicos sobre momentos históricos y bizarros de la televisión argentina. Zapping de colección no tuvo
mucha respuesta por parte del público y decidió sacarlo del aire a los pocos meses de su comienzo.

### Zapping Diario
A partir del 1 de septiembre de 2010 el programa se empezó a emitir diariamente a las 14:00 como una estrategia de Telefe para levantar el rating de la primera tarde de verano, con el nombre de Zapping Diario. Además de los conductores normales, también estaban Guillermo Catalano, Emiliano Boscatto y Carlos Sturze como panelistas. A partir del 27 de diciembre de 2010 el programa fue conducido por Amalia Granata y Horacio Cabak.
Zapping Diario fue cambiando de horario y pasó a las 15:30, luego se emitió a las 12:00. Zapping Diario terminó el 30 de septiembre de 2011.

### Nueva temporada

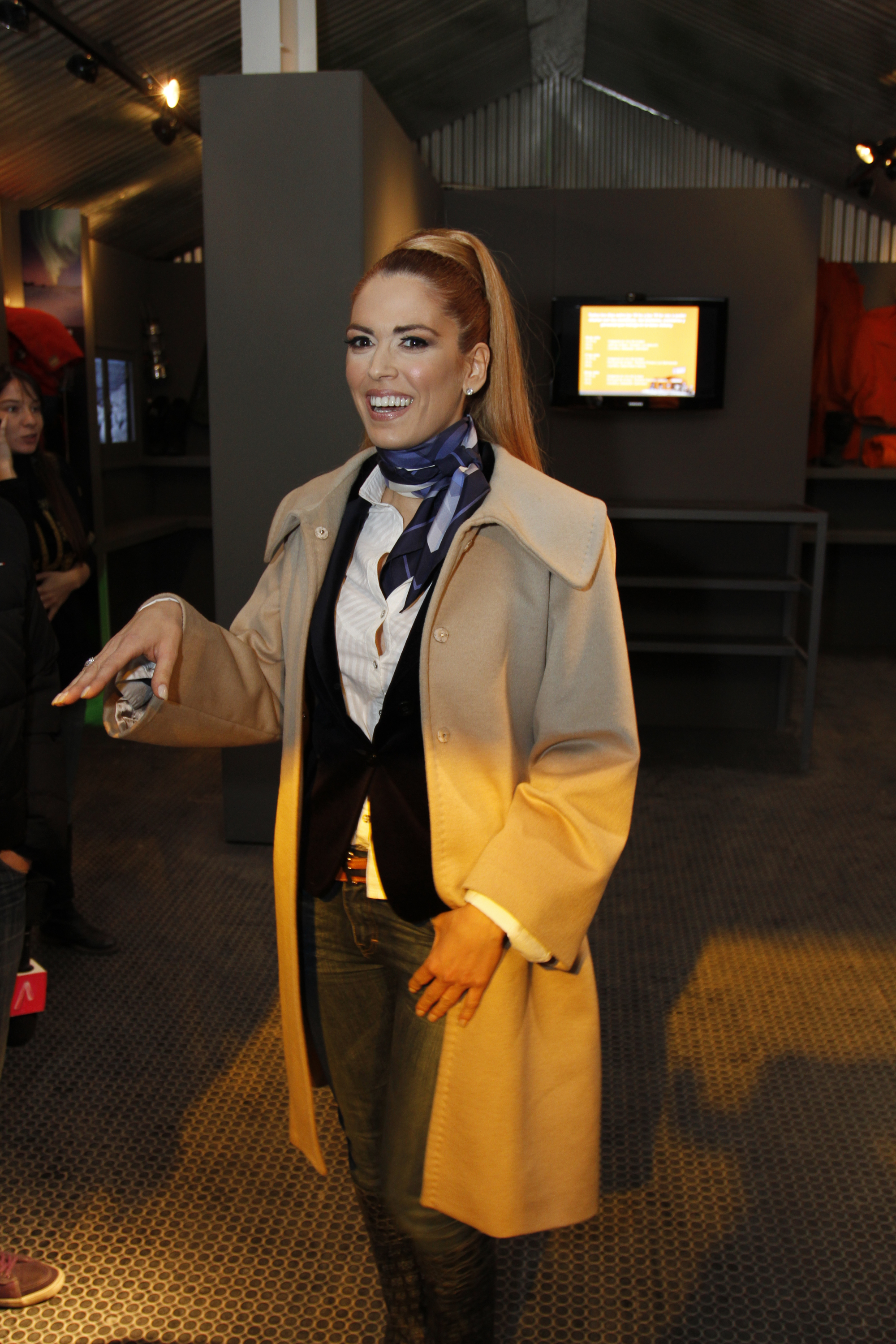
Viviana Canosa, conductora de Zapping.

El lunes 20 de octubre de 2014, regresó a Zapping con la conducción de Viviana Canosa, acompañada por Darian Schijman, la locutora oficial Vanina Parejas y en la pantalla del canal América TV, comienza una nueva temporada, emitiéndose a las 20.30 con una duración de 90 minutos. A mediados de noviembre de 2014 se sumaron como panelistas regulares Toti Pasman, Martín Amestoy, Darian “Rulo” Shchijman, Franco Torchia y Soledad Larghi. Debido a la baja audiencia el 31 de marzo de 2015 se canceló el programa y fue reemplazado por Gran Hermano.

## Premios y nominaciones
| Año  | Premio                | Categoría                  | Resultado |
| ---- | --------------------- | -------------------------- | --------- |
| 2011 | Premios Martín Fierro | Mejor Programa Humorístico | Ganador   |